# 科定企業
科定企業股份有限公司（英語：Keding Enterprises Co., Ltd.，簡稱科定企業），2002年以研發與生產KD塗裝木皮板（英語：KD Panels，簡稱科定板）起家，生產總部位於嘉義，全球據點包含台灣、大陸、香港、新加坡、馬來西亞、美國、日本、菲律賓、印尼等地區，2018年於台灣股票掛牌上市。

## 社會公益
2014年邀歌手彭佳慧一同響應家扶公益募款。
2018年桃園觀音海岸植樹2,000棵與淨灘1,500公斤。
2019年嘉義阿里山下植樹近1,500棵。
2021年苗栗種下1,900棵樹苗。

## 外部連結
科定企業台湾官方网站
科定企業中国大陆官方网站